# العلاقات الإندونيسية النيكاراغوية
العلاقات الإندونيسية النيكاراغوية هي العلاقات الثنائية التي تجمع بين إندونيسيا ونيكاراغوا.

## مقارنة بين البلدين
هذه مقارنة عامة ومرجعية للدولتين:
| وجه المقارنة                                              | إندونيسيا         | نيكاراغوا        |
| --------------------------------------------------------- | ----------------- | ---------------- |
| المساحة (كم2)                                             | 1.90 مليون        | 130.38 ألف       |
| عدد السكان (نسمة)                                         | 263.99 مليون      | 6.22 مليون       |
| الكثافة السكانية (ن./كم²)                                 | 138.94            | 47.71            |
| العاصمة                                                   | جاكرتا            | ماناغوا          |
| اللغة الرسمية                                             | اللغة الإندونيسية | اللغة الإسبانية  |
| العملة                                                    | روبية إندونيسية   | كوردبا نيكاراغوا |
| الناتج المحلي الإجمالي (بليون دولار)                      | 1.02 تريليون      | 13.81 مليار      |
| الناتج المحلي الإجمالي (تعادل القوة الشرائية) بليون دولار | 2.85 تريليون      | 31.63 مليار      |
| الناتج المحلي الإجمالي الاسمي للفرد دولار أمريكي          | 3.35 ألف          | 2.09 ألف         |
| الناتج المحلي الإجمالي للفرد دولار أمريكي                 | 10.52 ألف         | 4.92 ألف         |
| مؤشر التنمية البشرية                                      | 0.684             | 0.631            |
| رمز المكالمات الدولي                                      | +62               | +505             |
| رمز الإنترنت                                              | .id               | .ni              |
| المنطقة الزمنية                                           |                   | 00               |

## منظمات دولية مشتركة
يشترك البلدان في عضوية مجموعة من المنظمات الدولية، منها:
| علم المنظمة | اسم المنظمة                               | تاريخ انضمام إندونيسيا | تاريخ انضمام نيكاراغوا |
| ----------- | ----------------------------------------- | ---------------------- | ---------------------- |
|             | مؤسسة التنمية الدولية                     | 20 أغسطس 1968          | 30 ديسمبر 1960         |
|             | يونسكو                                    | 27 مايو 1950           | 22 فبراير 1952         |
|             | وكالة ضمان الاستثمار متعدد الأطراف        | 12 أبريل 1988          | 12 يونيو 1992          |
|             | الأمم المتحدة                             | 28 سبتمبر 1950         | 24 أكتوبر 1945         |
|             | الاتحاد البريدي العالمي                   | ?                      | ?                      |
|             | البنك الدولي للإنشاء والتعمير             | 13 أبريل 1967          | 14 مارس 1946           |
|             | الاتحاد الدولي للاتصالات                  | 1949                   | 12 مايو 1926           |
|             | منظمة حظر الأسلحة الكيميائية              | ?                      | ?                      |
|             | مؤسسة التمويل الدولية                     | 23 أبريل 1968          | 20 يوليو 1956          |
|             | المركز الدولي لتسوية المنازعات الاستشارية | 28 أكتوبر 1968         | 19 أبريل 1995          |
|             | منظمة التجارة العالمية                    | ?                      | ?                      |
|             | منظمة الشرطة الجنائية الدولية             | 5 أكتوبر 1954          | ?                      |

## وصلات خارجية
- موقع وزارة الخارجية الإندونيسية
- موقع وزارة الخارجية النيكاراغوية